# Strumigenys baudueri
Strumigenys baudueri is een mierensoort uit de onderfamilie van de Myrmicinae. De wetenschappelijke naam van de soort is voor het eerst geldig gepubliceerd in 1875 door Emery.